# Dianna Fuemana
Dianna Fuemana née en 1973 est une dramaturge, interprète et réalisatrice néo-zélandaise, originaire des îles du Pacifique. Elle écrit pour le théâtre et l'écran. Sa pièce solo Mapaki est la première à apporter une perspective néo-zélandaise de Niue.

## Biographie
Dianna Fuemana est née en Nouvelle-Zélande en 1973 dans une famille de sept enfants. Sa mère est samoane américaine et son père est niuéen.  Enfant, elle joue dans des pièces de théâtre de l'église de sa communauté. Elle fréquente l'école secondaire Henderson à Auckland. Adolescente, elle suit un cours en arts de la scène dirigé par Cath Cardiff et Jay Laga'aia. En 2005, elle est diplômée avec mention d'un Master of Creativity and Performing Arts de l'Université d'Auckland.

## Carrière
En 1997, Dianna Fuemana est l'une des trois femmes à jouer dans la pièce Frangipani Perfume écrite par Makerita Urale. En 1999, Dianna  Fuemana écrit et joue sa propre pièce, un spectacle solo appelé Mapaki ,. Elle  est nommée aux Chapman Tripp Theatre Awards. Mapaki est présentée à travers les États-Unis et à Athènes, en Grèce.

Son travail pour l'image comprend l'écriture et la réalisation du court métrage Sunday Fun Day, qui est présenté en première au Festival international du film de Nouvelle-Zélande. Il inclut la perspective d'une adolescente transgenre et d'une mère solo. Elle dit de Sunday Fun Day :
Cette histoire est venue du sentiment de «vulnérabilité», en tant que mère élevant des adolescents. D'après mon expérience, les adolescents ne comprennent pas vraiment la vulnérabilité du point de vue d'une mère. Nous avons un tas de films en Nouvelle-Zélande qui se concentrent sur la perspective de l'enfant mais pas sur la force et l'humour d'une mère.
Dianna Fuemana est l'une des neuf réalisatrices du long métrage néo-zélandais des îles du Pacifique Vai sorti en 2019,.

### Vie privée
Dianna Fuemana partage sa vie avec Jay Ryan, acteur, depuis de nombreuses années[Quand ?]. Ils ont une fille, Eve Bunyan, née en mars 2013.

## Pièces
- 1999 : Mapaki , écrivaine et interprète
- 2001 :  Jingle Bells - écrivaine
- 2004 : The Packer  - écrivaine, pièce jouée en Nouvelle-Zélande, Australie et Edinburgh Fringe Festival[2]
- 2005 : My Mother Dreaming - écrivaine
- 2006  : Falemalama - écrivaine
- 2012  : Birds[8]

## Films
- Interrogatoire - TV - auteur d'épisodes
- Good Hands - TV - auteur d'épisodes
- Sunday Fun Day, court métrage,  scénariste et réalisateur
- Vai, scénariste/réalisatrice, 2019[9]

## Prix
- Pacific Innovation and Excellence Award, Creative New Zealand Pasifika Arts Award, 2008[2]